# Tatsuya Onodera
Tatsuya Onodera (小野寺 達也 Onodera Tatsuya?), född 4 augusti 1987 i Kanagawa prefektur, är en japansk fotbollsspelare.
Onodera började sin karriär 2010 i Tochigi SC. Han spelade 121 ligamatcher för klubben. 2016 flyttade han till V-Varen Nagasaki. Efter V-Varen Nagasaki spelade han för Giravanz Kitakyushu.